# Вулиця Леся Курбаса (Львів)
Ву́лиця Ку́рбаса — вулиця у Галицькому районі міста Львова. Сполучає вулиці Гнатюка та Тиктора. Від червня 2015 року вулиця є пішохідною.

## Назва
- Єзуїцька бічна або Станіслава пшечніца — названа так не пізніше 1863 року, через своє розташування поблизу Єзуїтського саду.
- Рейтана — від 1871 року, на честь польського шляхтича, учасника Барської конфедерації Тадеуша Рейтана.
- Рейтерґассе — від вересня 1941 року (від нім. Reiter — вершник)[5].
- Рейтана — від липня 1944 року.
- 8 Березня — від жовтня 1945 року, на честь свята 8 березня.
- Рейтана — від грудня 1945 року.
- Морозова — від 1950 року, на честь Павлика Морозова, хлопчика, який у радянській пропаганді символізував чесність та принциповість молодого борця з «куркулями».
- Курбаса — від 1989 року, на честь українського режисера, актора та драматурга Леся Курбаса.[6]

## Історія
Вулицю Курбаса було прокладено у XVIII столітті. На мапах Львова 1829 та 1848 років вулиця представлена окремими дерев’яними будинками. У 1820-х—1830-х роках в одному з таких будинків мешкав композитор Франц Ксавер Вольфганг Моцарт, молодший син композитора Вольфганга Амадея Моцарта, але будинок до нашого часу не зберігся.

## Забудова
В архітектурному ансамблі вулиці Курбаса переважають архітектурні стилі класицизм та історизм. Декілька будинків внесено до реєстру пам'яток архітектури місцевого значення.
№ 1 — на початку XX століття в партері будинку (інша адреса — вул. Гнатюка, 12) містилася нотаріальна контора, у міжвоєнний період — аптека Зеригєвича. Наприкінці 2000-х років тут містилися гральні автомати, салон «Оптика Нова» та піцерія «Верона». Нині тут ресторан «Meat&burger», салон «Оптика Нова» та пекарня-кондитерська «SHOco». 
№ 2 — наріжна кам'яниця (інша адреса — вул. Гнатюка, 8), на першому поверсі якої нині розташований ресторан «Прага». У 2006 році біля ресторану «Прага» з'явився мідний п'яничка. Скульптура зображає дрібного буржуа 1920-х років, який поєднує і риси пражанина, і львів'янина.
№ 3 — п'ятиповерховий будинок, збудований у 1909 році в стилі модернізованого історизму за проєктом архітекторів Зиґмунта Федорського та Станіслава Мацудзинського. Всі скульптурно-декораторські роботи проєктував та виконав за середньовічними та театральними мотивами скульптор Францішек Томаш Бєрнат. В оформленні екстер'єру широко використано готичні мотиви в поєднанні з декоративними елементами, типовими для сецесії. Два перших поверхи кам'яниці призначалися для ресторану Францішка Мошковіча з театром-вар'єте «Казино де Парі». Для його потреб в інтер'єрі влаштовано овальну в плані залу глибиною 11,5 м зі сценою та ярусом лож на балконі. Два верхніх поверхи призначалися для готелю «Бельведер». У 1920-1939 та 1941-1944 роках тут діяло кабаре «Багателя» з дансінгом, а на верхніх поверхах працював готель «Патрія».
19 грудня 1939 року була прийнята постанова Ради Народних Комісарів УРСР за № 1545: «Про організацію театрів, музичних колективів, філармоній, будинків народної творчості і театрально-музичних закладів у Львівській, Дрогобицькій, Волинській, Рівненській, Станіславській та Тернопільській областях», згідно якої 1940 року приміщення театру-вар'єте було передано Львівській державній обласній філармонії з оркестром, українською хоровою капелою з сектором естради та солістами. Наприкінці 1940-х років містився Палац піонерів, на початку 1950-х років тут розташували Будинок народної творчості та відділ музично-театральної літератури Державної обласної бібліотеки імені Я. Галана. У 1970-х роках — Обласний науково-методичний центр народної творчості та культурно-просвітницької роботи. Від початку 1990-х років приміщення належить Львівському академічному театру імені Леся Курбаса, який 2007 року отримав статус «академічного». В цьому будинку також містилася кав’ярня «Смачна плітка», приміщення нині стоїть пусткою. Будинок внесений до Реєстру пам'яток архітектури місцевого значення під № 179.
№ 4 — за Польщі перший поверх будинку займав магазин меблів Мюнцера. Наприкінці 2000-х років тут містився офіс туристичної агенції «Обрій», нині — паб «Феркель».
№ 5 — чотириповерховий житловий будинок, збудований у 1905—1907 роках на замовлення Ісаака Герш Санделя в стилі історизму. Проєкт планування та композиційної схеми фасаду будинку розроблено архітектором Генриком Сальвером, на основі якого львівський архітектор Саломон Рімер виконав проект опорядження фасаду та інтер'єру, використовуючи продукцію львівської керамічної майстерні братів Якуба та Мавриція Мундів. Власником будинку до 1939 року був львівський купець Оскар Френкель. Перший поверх кам'яниці рустований і від часу побудови кам'яниці там містилася кав'ярня Шимока Каца «Японська», що працювала тут до початку першої світової війни, а на верхніх поверхах містилися квартири. Нині приміщення колишньої кав'ярні займає стоматологічна клініка. Будинок внесений до Реєстру пам'яток архітектури місцевого значення під № 180.
№ 6 — у цьому наскрізному будинку (інша адреса — проспект Свободи, 27) у 1907—1914 роках містився кінотеатр «Бельв'ю», відомого львівського кінопідприємця Мельхіора Майблюма, а також діяв однойменний пасаж. Від 1911 року його співвласниками стали Станіслав Фрід та Володимир Іллакович. Кінотеатр проіснував до початку першої світової війни. Також за Польщі містилися готель та кав'ярня «Еліт». Наприклад, у 1920-х роках тут подавали віденські сніданки з кавою чи чаєм з молоком, булочкою, яйцями, маслом та медом за 80 грошів. Вечорами влаштовували виступи коміків та музикантів, а також танці. У 1927 році кав'ярня опинилася на перших шпальтах місцевих часописів через стрілянину у приміщенні. Власник врятувався заявою «Нісенітниця — це твердження про те, що кафе було випадковим місцем рандеву апашів та альфонсів і що в цьому кафе відбувалися перестрілки», — запевнив він. Запевнення були враховані, оскільки кав'ярня працювала без проблем навіть під час загальносвітової економічної кризи у 1929—1930 роках. Також на той час тут містилися магазин хутряних виробів Райса і Циммермана, кравецький салон та інші. Згодом тут містилася Спілка торгівців збіжжям і рільничою продукцією, магазин ювелірних виробів Гершшпрунґа й магазин меблів Тенненбаума, за радянських часів — розташований Будинок моделей одягу, від 2012 року тут міститься торговельний центр «Опера Пасаж». 
№ 7 — будівля колишнього готелю «Берлінський», власником якого був Мойсей Ціммерманн, згодом, коли відносини Другої Речі Посполитої та Третім Рейхом остаточно зіпсувалися, перейменований на «Венеція». Нині тут містяться офіс міжнародної медіа-групи «Сіті Лайф Львів», крамниці чоловічого і жіночого дизайнерського одягу та аксесуарів «Karp Store&Studio» і аксесуарів та біжутерії «De Tiara».
№ 8 — за Польщі тут містилася друкарня Рогатина, крамниця меблів Вайтца та магазин парфумів Штернберґа. Наприкінці 2000-х років тут містився комп'ютерний клуб «Павук», нині — апартаменти для оренди від 8 до 16 осіб «Hostel Shelter».
№ 9 — до 1939 року тут містився готель і ресторан «Зіппер», власником яких був Тенненбаум та магазин парфумів Коркеса. Нині тут міститься офіс туристичної компанії «Калина-тур».
№ 10 — триповерхова кам'яниця на розі вулиць Вулиця Тиктора та Леся Курбаса, на першому поверсі якої за Польщі містилися готель «Центральний» («Французький») Мозенберґа (вхід з вул. Леся Курбаса) та молочарня Тенненбаума (вхід з вул. Тиктора). Стіни колишніх готелю та молочарні прикрашені рекламними написами польською, німецькою та їдиш, що були відновлені у наш час. За радянських часів тут працювала швейна фабрика облмісцевпрому, згодом — машинописне бюро фірми побутових послуг, що працює тут донині та магазин «Тканини».

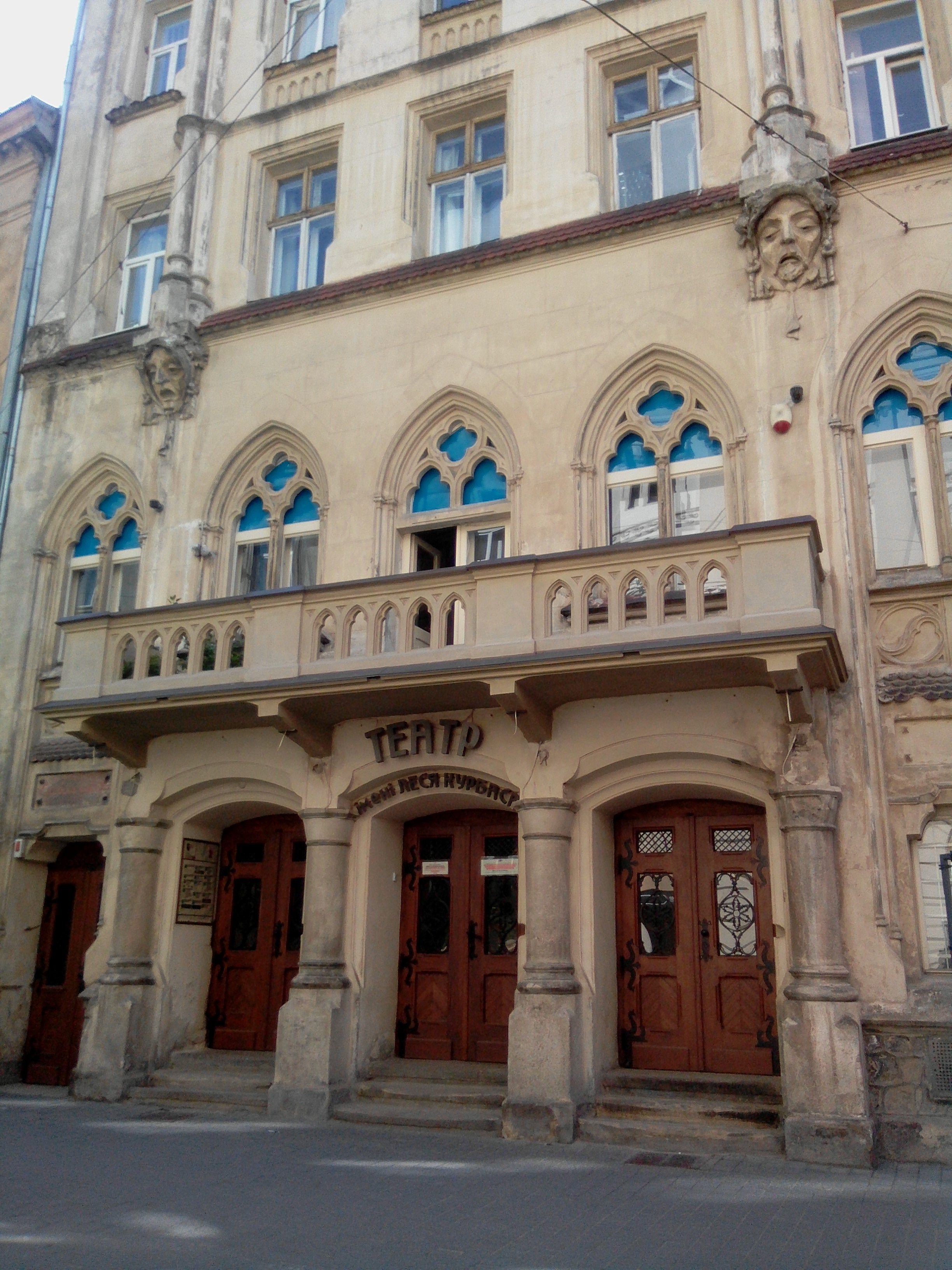
Львівський академічний театр імені Леся Курбаса (вул. Курбаса, 3)
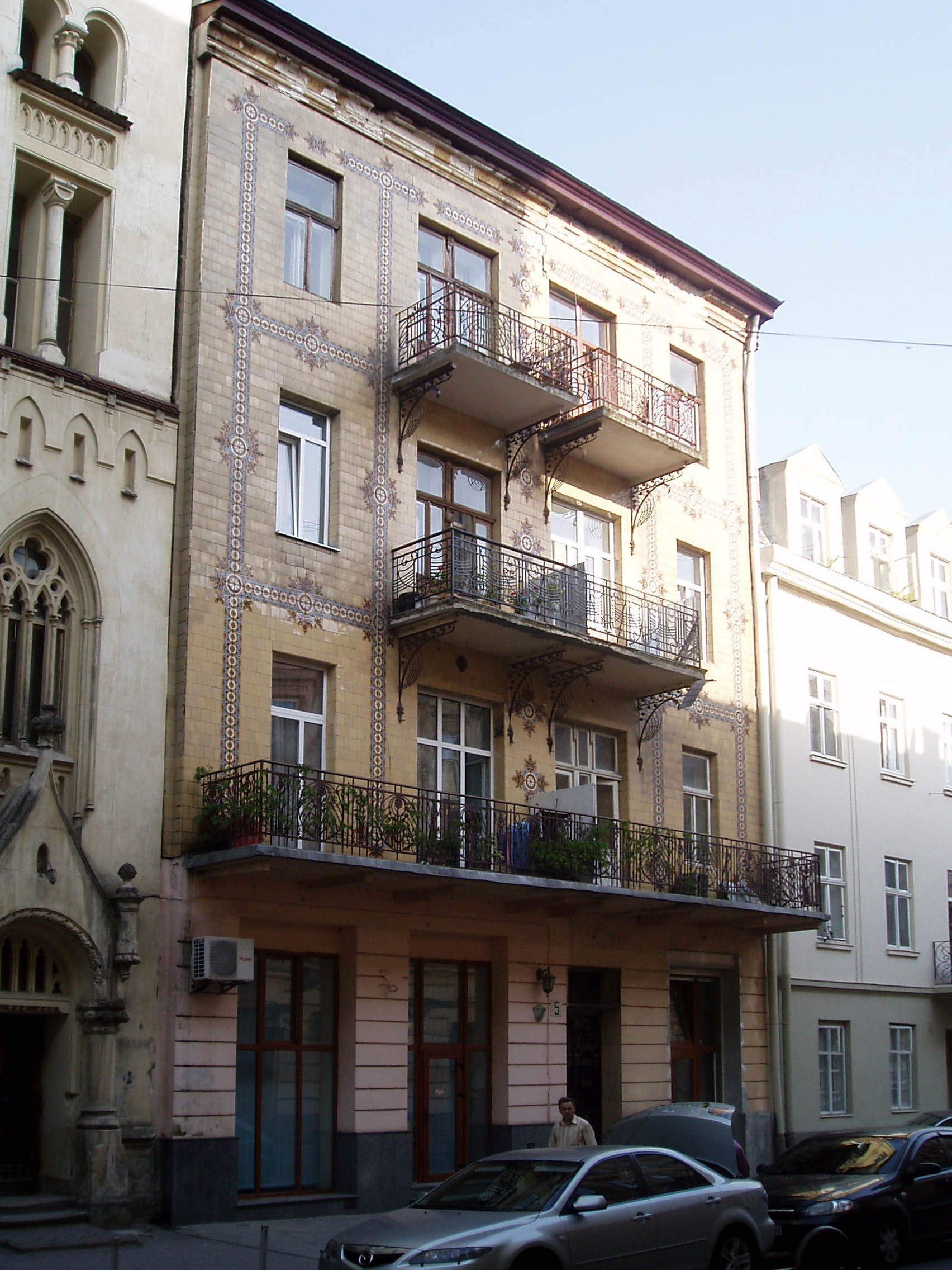
Колишня кам'яниця Ісаака Санделя (вул. Курбаса, 5)